# Тухлін (Мазовецьке воєводство)
Тухлін (пол. Tuchlin) — село в Польщі, у гміні Браньщик Вишковського повіту Мазовецького воєводства.
Населення — 244 особи (2011).
У 1975-1998 роках село належало до Остроленцького воєводства.

## Демографія
Демографічна структура станом на 31 березня 2011 року:
|          | Загалом | Допрацездатний вік | Працездатний вік | Постпрацездатний вік |
| -------- | ------- | ------------------ | ---------------- | -------------------- |
| Чоловіки | 117     | 20                 | 80               | 17                   |
| Жінки    | 127     | 25                 | 71               | 31                   |
| Разом    | 244     | 45                 | 151              | 48                   |